# Türk Hava Yolları Spor Kulübü 2018-2019 (pallavolo)
Questa voce raccoglie le informazioni riguardanti il Türk Hava Yolları Spor Kulübü nelle competizioni ufficiali della stagione 2018-2019.

## Organigramma societario
Area direttiva
- Presidente: Mehmet İlker Aycı

Area tecnica
- Allenatore: Mustafa Doğancı
- Allenatore in seconda: Ülkü Uğur
- Assistente allenatore: Yunus Öçal
- Scoutman: Ömer Can Küçükarslan

## Rosa
| N° | Nome              | Ruolo | Data di nascita   | Nazionalità sportiva |
| -- | ----------------- | ----- | ----------------- | -------------------- |
| 3  | Berin Yıldırım    | L     | 13 giugno 1998    | Turchia              |
| 4  | Aneta Havlíčková  | O     | 3 luglio 1987     | Rep. Ceca            |
| 5  | Şeyma Ercan       | S     | 5 luglio 1994     | Turchia              |
| 7  | Stephanie Enright | S     | 15 dicembre 1990  | Porto Rico           |
| 8  | İpek Soroğlu      | C     | 12 marzo 1985     | Turchia              |
| 9  | Özge Kırdar       | P     | 26 giugno 1985    | Turchia              |
| 10 | Funda Bilgi       | L     | 8 aprile 1983     | Turchia              |
| 11 | Hristina Ruseva   | C     | 1º ottobre 1991   | Bulgaria             |
| 12 | Jelena Nikolić    | S     | 13 aprile 1982    | Serbia               |
| 14 | Duygu Arslan      | C     | 29 dicembre 1992  | Turchia              |
| 15 | İrem Çor          | P     | 21 settembre 1996 | Turchia              |
| 17 | Polina Rahimova   | O     | 5 giugno 1990     | Azerbaigian          |
| 18 | Su Zent           | C     | 25 marzo 1996     | Turchia              |
| 20 | Mislina Kılıç     | S     | 30 marzo 1996     | Turchia              |

## Risultati

### Sultanlar Ligi

#### Girone di andata
| 1ª giornata - 3 novembre 2018 Mimar Sinan Kapalı Spor Salonu, Aydın | Aydın BB          | 3 - 0 | Türk Hava Yolları | 25-22, 25-20, 25-22               |
| 2ª giornata - 6 novembre 2018 Burhan Felek Spor Salonu, Istanbul    | Türk Hava Yolları | 3 - 0 | Nilüfer           | 26-24, 25-13, 25-18               |
| 3ª giornata - 10 novembre 2018 Başkent Voleybol Salonu, Ankara      | Halkbank          | 0 - 3 | Türk Hava Yolları | 23-25, 21-25, 17-25               |
| 4ª giornata - 13 novembre 2018 Burhan Felek Spor Salonu, Istanbul   | Türk Hava Yolları | 3 - 0 | Beylikdüzü Vİ     | 29-27, 25-20, 25-23               |
| 5ª giornata - 16 novembre 2018 Eczacıbaşı Spor Salonu, Istanbul     | Eczacıbaşı        | 3 - 0 | Türk Hava Yolları | 25-14, 25-21, 25-23               |
| 6ª giornata - 25 novembre 2018 Burhan Felek Spor Salonu, Istanbul   | Türk Hava Yolları | 0 - 3 | Fenerbahçe        | 21-25, 23-25, 17-25               |
| 7ª giornata - 1º dicembre 2018 Burhan Felek Spor Salonu, Istanbul   | Türk Hava Yolları | 3 - 2 | Çanakkale         | 25-16, 21-25, 25-21, 23-25, 15-12 |
| 8ª giornata - 8 dicembre 2018 Başkent Voleybol Salonu, Ankara       | Karayolları       | 1 - 3 | Türk Hava Yolları | 25-20, 18-25, 17-25, 19-25        |
| 9ª giornata - 15 dicembre 2018 Burhan Felek Spor Salonu, Istanbul   | Türk Hava Yolları | 3 - 1 | Beşiktaş          | 25-19, 25-23, 18-25, 25-22        |
| 10ª giornata - 22 dicembre 2018 VakıfBank Spor Sarayı, Istanbul     | VakıfBank         | 3 - 1 | Türk Hava Yolları | 25-17, 25-18, 20-25, 25-14        |
| 11ª giornata - 25 dicembre 2018 Burhan Felek Spor Salonu, Istanbul  | Türk Hava Yolları | 0 - 3 | Galatasaray       | 22-25, 19-25, 17-25               |

#### Girone di ritorno
| 12ª giornata - 13 gennaio 2019 Burhan Felek Spor Salonu, Istanbul     | Türk Hava Yolları | 3 - 1 | Aydın BB          | 27-29, 25-20, 25-13, 29-27        |
| 13ª giornata - 16 gennaio 2019 Cengiz Göllü Kapalı Spor Salonu, Bursa | Nilüfer           | 3 - 0 | Türk Hava Yolları | 25-17, 25-23, 25-17               |
| 14ª giornata - 20 gennaio 2019 Burhan Felek Spor Salonu, Istanbul     | Türk Hava Yolları | 3 - 1 | Halkbank          | 25-17, 25-17, 23-25, 25-23        |
| 15ª giornata - 27 gennaio 2019 Beylikdüzü Spor Salonu, Istanbul       | Beylikdüzü Vİ     | 3 - 0 | Türk Hava Yolları | 25-18, 25-21, 32-30               |
| 16ª giornata - 30 gennaio 2019 Burhan Felek Spor Salonu, Istanbul     | Türk Hava Yolları | 0 - 3 | Eczacıbaşı        | 10-25, 15-25, 19-25               |
| 17ª giornata - 3 febbraio 2019 Burhan Felek Spor Salonu, Istanbul     | Fenerbahçe        | 3 - 0 | Türk Hava Yolları | 25-15, 25-18, 25-18               |
| 18ª giornata - 10 febbraio 2019 Anafartalar Spor Salonu, Çanakkale    | Çanakkale         | 0 - 3 | Türk Hava Yolları | 21-25, 22-25, 17-25               |
| 19ª giornata - 17 febbraio 2019 Burhan Felek Spor Salonu, Istanbul    | Türk Hava Yolları | 3 - 0 | Karayolları       | 25-18, 25-21, 28-26               |
| 20ª giornata - 24 febbraio 2019 Burhan Felek Spor Salonu, Istanbul    | Beşiktaş          | 1 - 3 | Türk Hava Yolları | 26-24, 17-25, 18-25, 22-25        |
| 21ª giornata - 3 marzo 2019 Burhan Felek Spor Salonu, Istanbul        | Türk Hava Yolları | 0 - 3 | VakıfBank         | 14-25, 16-25, 21-25               |
| 22ª giornata - 10 marzo 2019 Burhan Felek Spor Salonu, Istanbul       | Galatasaray       | 2 - 3 | Türk Hava Yolları | 20-25, 25-15, 23-25, 25-10, 11-15 |

#### Play-off scudetto
| Quarti di finale (gara 1) - 16 marzo 2019 Burhan Felek Spor Salonu, Istanbul         | Türk Hava Yolları | 0 - 3 | Fenerbahçe        | 20-25, 16-25, 26-28               |
| Quarti di finale (gara 2) - 28 marzo 2019 Burhan Felek Spor Salonu, Istanbul         | Fenerbahçe        | 2 - 3 | Türk Hava Yolları | 25-17, 18-25, 25-16, 20-25, 13-15 |
| Quarti di finale (gara 3) - 6 aprile 2019 Burhan Felek Spor Salonu, Istanbul         | Fenerbahçe        | 3 - 0 | Türk Hava Yolları | 25-16, 25-22, 26-24               |
| Semifinali 5º posto (gara 1) - 10 aprile 2019 Cengiz Göllü Kapalı Spor Salonu, Bursa | Nilüfer           | 3 - 2 | Türk Hava Yolları | 21-25, 25-19, 24-26, 25-20, 15-9  |
| Semifinali 5º posto (gara 2) - 13 aprile 2019 Burhan Felek Spor Salonu, Istanbul     | Türk Hava Yolları | 3 - 1 | Nilüfer           | 25-19, 21-25, 25-23, 25-19        |
| Semifinali 5º posto (gara 3) - 16 aprile 2019 Burhan Felek Spor Salonu, Istanbul     | Türk Hava Yolları | 3 - 0 | Nilüfer           | 25-16, 29-27, 27-25               |
| Finale 5º posto (gara 1) - 19 aprile 2019 Beylikdüzü Spor Salonu, Istanbul           | Beylikdüzü Vİ     | 3 - 1 | Türk Hava Yolları | 30-28, 25-20, 21-25, 25-21        |
| Finale 5º posto (gara 2) - 22 aprile 2019 Burhan Felek Spor Salonu, Istanbul         | Türk Hava Yolları | 0 - 3 | Beylikdüzü Vİ     | 23-25, 22-25, 22-25               |

### Coppa di Turchia

#### Fase a eliminazione diretta
| Ottavi di finale (andata) - 4 gennaio 2019 Başkent Voleybol Salonu, Ankara     | Halkbank          | 0 - 3 | Türk Hava Yolları | 16-25, 18-25, 19-25        |
| Ottavi di finale (ritorno) - 7 gennaio 2019 Burhan Felek Spor Salonu, Istanbul | Türk Hava Yolları | 3 - 1 | Halkbank          | 17-25, 25-22, 25-22, 25-23 |
| Quarti di finale - 22 marzo 2019 İzmir Atatürk Spor Salonu, Smirne             | Fenerbahçe        | 3 - 0 | Türk Hava Yolları | 25-17, 25-19, 25-17        |

## Statistiche

### Statistiche di squadra
| Competizione     | Punti | In casa | In casa | In casa | In trasferta | In trasferta | In trasferta | Totale | Totale | Totale |
| Competizione     | Punti | G       | V       | P       | G            | V            | P            | G      | V      | P      |
| ---------------- | ----- | ------- | ------- | ------- | ------------ | ------------ | ------------ | ------ | ------ | ------ |
| Sultanlar Ligi   | 34,3  | 15      | 9       | 6       | 15           | 6            | 9            | 30     | 15     | 15     |
| Coppa di Turchia | -     | 1       | 1       | 0       | 1            | 1            | 0            | 3      | 2      | 1      |
| Totale           | -     | 16      | 10      | 6       | 16           | 7            | 9            | 33     | 17     | 16     |

G = partite giocate; V = partite vinte; P = partite perse

### Statistiche dei giocatori
| Giocatore     | Campionato | Campionato | Campionato | Campionato | Campionato | Coppa di Turchia | Coppa di Turchia | Coppa di Turchia | Coppa di Turchia | Coppa di Turchia | Totale | Totale | Totale | Totale | Totale |
| Giocatore     | P          | PT         | AV         | MV         | BV         | P                | PT               | AV               | MV               | BV               | P      | PT     | AV     | MV     | BV     |
| ------------- | ---------- | ---------- | ---------- | ---------- | ---------- | ---------------- | ---------------- | ---------------- | ---------------- | ---------------- | ------ | ------ | ------ | ------ | ------ |
| D. Arslan     | 26         | 41         | 21         | 3          | 17         | 3                | 13               | 9                | 1                | 3                | 29     | 54     | 30     | 4      | 20     |
| F. Bilgi      | 15         | 1          | 1          | 0          | 0          | 1                | 0                | 0                | 0                | 0                | 16     | 1      | 1      | 0      | 0      |
| İ. Çor        | 21         | 11         | 3          | 4          | 4          | 2                | 3                | 2                | 1                | 0                | 23     | 14     | 5      | 5      | 4      |
| S. Enright    | 28         | 284        | 248        | 23         | 13         | 3                | 35               | 32               | 2                | 1                | 31     | 319    | 280    | 25     | 14     |
| Ş. Ercan      | 29         | 240        | 178        | 34         | 28         | 3                | 29               | 25               | 2                | 2                | 32     | 269    | 203    | 36     | 30     |
| A. Havlíčková | 22         | 312        | 274        | 18         | 20         | 2                | 32               | 27               | 2                | 3                | 24     | 344    | 301    | 20     | 23     |
| M. Kılıç      | 20         | 45         | 39         | 3          | 3          | 2                | 6                | 4                | 2                | 0                | 22     | 51     | 43     | 5      | 3      |
| Ö. Kırdar     | 27         | 51         | 26         | 12         | 13         | 2                | 4                | 2                | 1                | 1                | 29     | 55     | 28     | 13     | 14     |
| J. Nikolić    | 21         | 39         | 28         | 3          | 8          | 1                | 2                | 2                | 0                | 0                | 22     | 41     | 30     | 3      | 8      |
| P. Rahimova   | 15         | 305        | 256        | 18         | 31         | 1                | 19               | 18               | 1                | 0                | 16     | 324    | 274    | 19     | 31     |
| H. Ruseva     | 22         | 184        | 119        | 52         | 13         | 1                | 5                | 3                | 2                | 0                | 23     | 189    | 122    | 54     | 13     |
| İ. Soroğlu    | 25         | 105        | 64         | 28         | 13         | 2                | 4                | 2                | 1                | 1                | 27     | 109    | 66     | 29     | 14     |
| B. Yıldırım   | 28         | 0          | 0          | 0          | 0          | 3                | 0                | 0                | 0                | 0                | 31     | 0      | 0      | 0      | 0      |
| S. Zent       | 16         | 58         | 43         | 9          | 6          | 2                | 12               | 9                | 2                | 1                | 18     | 70     | 52     | 11     | 7      |

P = presenze; PT = punti totali; AV = attacchi vincenti; MV = muri vincenti; BV = battute vincenti